# Unterseeboot 21 (1913)
Pour les articles homonymes, voir Unterseeboot 21.
Le sous-marin allemand Unterseeboot 21 (Seiner Majestät Unterseeboot 21 ou SM U-21), de type U 19 a été construit par la Kaiserliche Werft de Danzig, et lancé le 8 février 1913 pour une mise en service le 22 octobre 1913. Il a servi pendant la Première Guerre mondiale sous pavillon de la Kaiserliche Marine.
Le SM U-21 est le premier sous-marin à avoir torpillé un navire ennemi le 5 septembre 1914 (le CSS H. L. Hunley ayant coulé le USS Housatonic en 1863 en apposant une charge explosive).
Avec cinq navires militaires (34 440 t) et 36 navires marchands (78 712 t) coulés le U 21 est derrière le U 9 le sous-marin avec le second plus gros tableau de chasse.
Tout au long de 1916, le SM U-21 a servi dans la marine austro-hongroise (en allemand : kaiserliche und königliche Kriegsmarine ou k.u.k. Kriegsmarine) sous le nom de U-36, car l'Allemagne n'était pas encore en guerre avec l'Italie et ne pouvait donc pas légalement attaquer les navires de guerre italiens sous pavillon allemand. Il est retourné en Allemagne en mars 1917 pour participer à la guerre commerciale sans restriction contre le commerce maritime britannique. En 1918, il a été retiré du service de première ligne et a été employé comme sous-marin d'entraînement pour les nouveaux équipages. Il a survécu à la guerre et a coulé alors qu'il était remorqué par un navire de guerre britannique en 1919.

## Caractéristiques techniques
De type U 19, le SM U-21 mesurait 64,15 mètres de long, 6,10 m de large et 8,10 m de haut. Il déplaçait 650 tonnes en surface et 837 tonnes en immersion. Le système de propulsion du sous-marin était composé d'une paire de moteurs diesel à deux temps de 8 cylindres fabriqués par MAN pour une utilisation en surface, et de deux moteurs électriques à double dynamique construits par AEG pour une utilisation en immersion. Le SM U-21 et ses bateaux jumeaux ont été les premiers sous-marins allemands à être équipés de moteurs diesel. Les moteurs électriques étaient alimentés par un banc de deux batteries de 110 cellules. Le SM U-21 pouvait naviguer à une vitesse maximale de 15,4 nœuds (28,5 km/h) en surface et de 9,5 nœuds (17,6 km/h) en immersion. La direction était contrôlée par une paire d'hydroplanes à l'avant et une autre paire à l'arrière, et un seul gouvernail.
Le SM U-21 était armé de quatre tubes torpilles de 50 centimètres (19,7 pouces), qui étaient fournis avec un total de six torpilles. Une paire de tubes était située à l'avant et l'autre à l'arrière. Elle était initialement équipée d'une mitrailleuse pour une utilisation en surface; à la fin de 1914, celle-ci a été remplacée par un canon SK L/30 de 8,8 cm (3,5 in). En 1916, un deuxième canon de 8,8 cm fut ajouté. Le SM U-21 avait un équipage de quatre officiers et vingt-cinq marins enrôlés.

## Histoire

### Opérations en mer du Nord
Au début de la Première Guerre mondiale, en août 1914, le SM U-21 était basé à Heligoland dans la baie allemande, sous le commandement du Kapitänleutnant Otto Hersing. Au début du mois d'août, Hersing emmène le U-21 en patrouille dans le détroit de Douvres, mais il ne trouve aucun navire britannique. Le 14 août, le U-21 effectue une seconde patrouille, cette fois avec ses navires jumeaux U-19 et U-22, dans le Nord de la mer du Nord, entre la Norvège et l'Écosse. Cette patrouille visait à localiser la ligne de blocus britannique et à recueillir des renseignements, mais ils n'ont repéré qu'un seul croiseur et un destroyer au large des côtes norvégiennes. Hersing a tenté d'entrer dans le Firth of Forth, une importante base de la Royal Navy, mais sans succès.

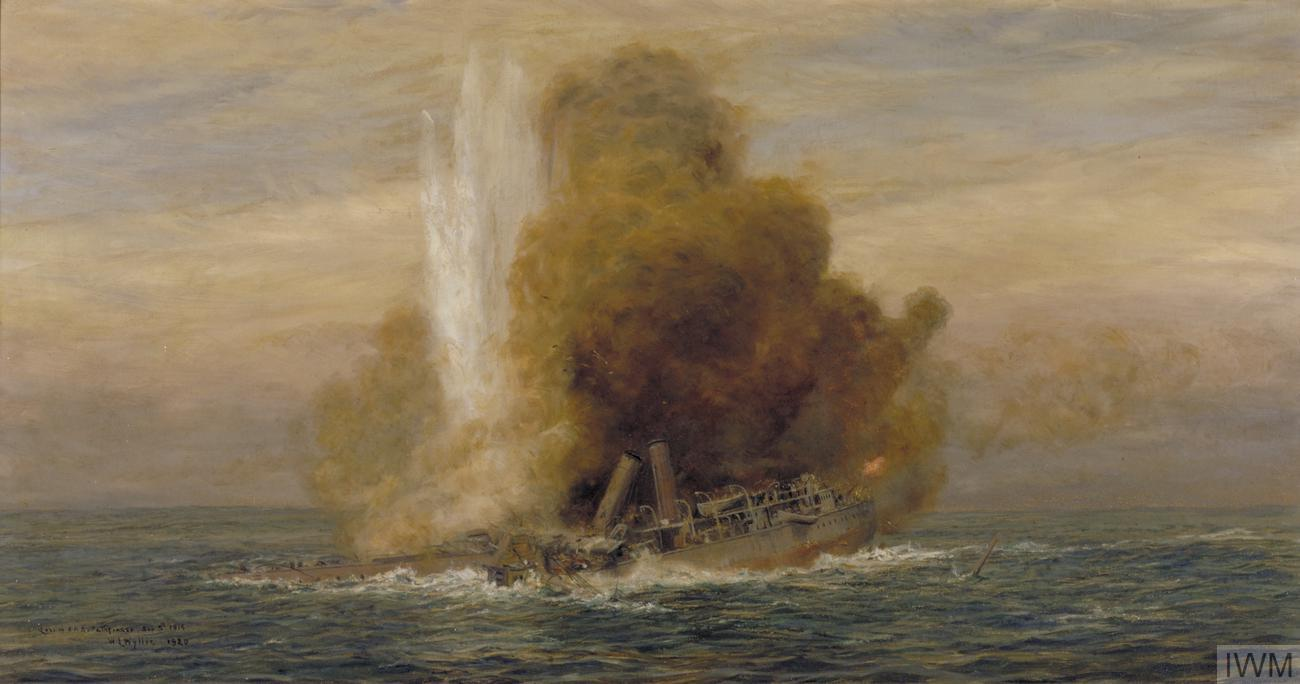
Peinture du naufrage du par W L Wyllie

Le 5 septembre 1914, le U-21 rencontre le croiseur britannique HMS Pathfinder au large de l'Île de May. Hersing avait fait surface avec son U-Boot pour recharger ses batteries lorsqu'un guetteur aperçut de la fumée provenant des entonnoirs du Pathfinder à l'horizon. Le U-21 s'est immergé pour attaquer, mais le Pathfinder s'est détourné de sa ligne de patrouille. Le U-21 ne pouvait pas espérer suivre le croiseur pendant l'immersion, alors Hersing a interrompu la poursuite et a repris le rechargement de ses batteries. Peu de temps après, le Pathfinder a fait demi-tour et s'est dirigé à nouveau vers le U-21. Hersing s'est mis en position d'attaque et a tiré une seule torpille, qui a touché Pathfinder juste derrière sa tour de contrôle. La torpille a fait exploser un des magasins du croiseur, ce qui a détruit le navire dans une grande explosion. Les Britanniques n'ont pu descendre qu'un seul canot de sauvetage avant que le Pathfinder ne coule. D'autres survivants ont été retrouvés accrochés à l'épave par des torpilleurs qui se sont précipités sur les lieux. Le Pathfinder est le premier navire de guerre à avoir été coulé par un sous-marin moderne,. 261 marins ont été tués lors de l'attaque.

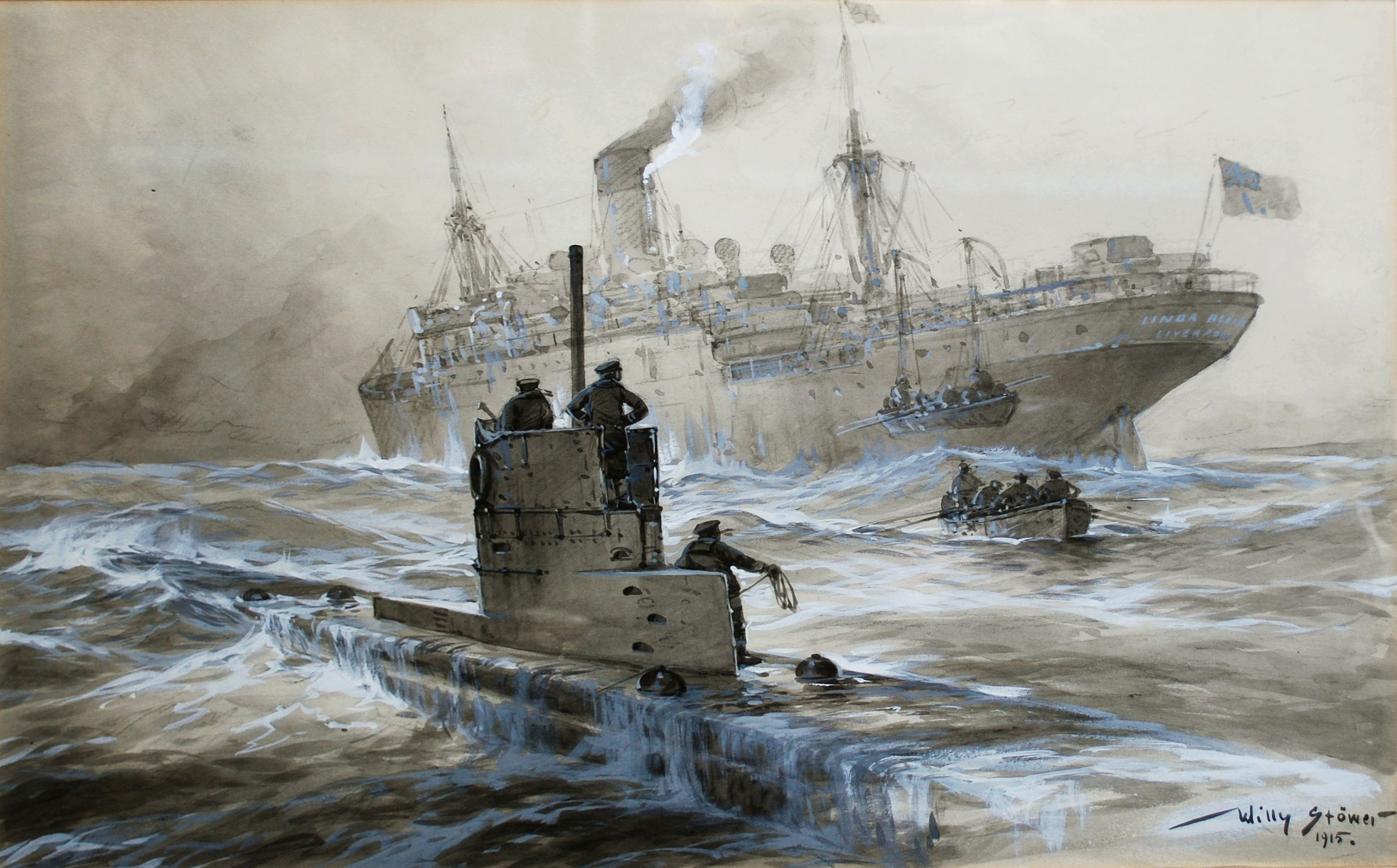
Tableau de Willy Stöwerdu naufrage du Linda Blanche par le U-21

Le U-21 a capturé le vapeur français SS Malachite le 14 novembre ; Hersing a forcé le navire à s'arrêter et a examiné son manifeste de cargaison, a ordonné à l'équipage d'abandonner le navire, puis a coulé le Malachite avec son canon de pont. Le succès suivant du U-21 vint trois jours plus tard avec le navire de forage britannique SS Primo, qu'il coula également conformément aux règles régissant les raids commerciaux. Ces deux navires furent les premiers à être coulés lors de l'offensive sous-marine allemande restreinte contre les navires marchands britanniques et français.
Le 22 janvier, Hersing a fait passer son U-boot par le barrage de Douvres dans la Manche avant de se diriger vers la mer d'Irlande. Il bombarde l'aérodrome de Walney Island, mais une batterie côtière le force rapidement à se retirer. La semaine suivante, le U-21 arrête le charbonnier SS Ben Cruachan ; après avoir évacué son équipage, les Allemands le coulent avec des charges de sabordage. Plus tard ce jour-là, le 30 janvier 1915, le U-21 s'arrêta et coula les navires à vapeur SS Linda Blanche et SS Kilcuan. Dans les deux cas, Hersing a respecté les règles de prise, notamment en faisant descendre un chalutier de passage pour aller chercher les équipages des navires. Après ces succès, le U-21 se retira de la zone pour éviter les patrouilles britanniques qui arriveraient à la suite des naufrages. Après être repassés par le barrage de Douvres, le U-21 revint à Wilhelmshaven .

### En Méditerranée 1915-1917
En avril 1915, le U-21 a été transféré en Méditerranée pour soutenir l'allié de l'Allemagne, la Turquie. Il quitte Kiel le 25 avril, et la première étape du voyage, de l'Allemagne à l'Autriche-Hongrie, dure dix-huit jours. Hersing fait passer son sous-marin au Nord de l'Écosse pour éviter les patrouilles de Douvres, et rejoint le navire de ravitaillement SS Marzala au large du cap Finisterre pour se ravitailler. Malheureusement pour les Allemands, le Marzala transportait du pétrole de mauvaise qualité qui ne pouvait pas être brûlé dans les moteurs diesel du bateau ; le U-21 avait moins de la moitié de son approvisionnement en carburant restant, et n'était qu'à mi-chemin du voyage vers l'Autriche-Hongrie. Hersing fut obligé de faire naviguer son U-Boot à la surface pour économiser du carburant, ce qui augmentait le risque de détection par les forces alliées. En route, les Allemands ont réussi à éviter les patrouilles de torpilleurs et de navires de transport britanniques et français qui auraient pu signaler leur position.
Le U-21 est finalement arrivé à Cattaro le 13 mai, avec seulement 1,8 tonnes de carburant dans ses réservoirs - il avait quitté l'Allemagne avec 56 tonnes. Il a passé une semaine dans les bases sous-marines austro-hongroises de Pola et Cattaro à la mi-mai, où il a reçu la visite de Georg von Trapp, un commandant de sous-marin austro-hongrois. Plusieurs autres sous-marins allemands ont rejoint le U-21 dans les mois qui ont suivi, après avoir été appelés à l'aide par les forces terrestres ottomanes de la péninsule de Gallipoli, qui subissaient de lourdes pertes lors des bombardements des navires de guerre alliés. Ces U-boote comprenaient les U-33, U-34, U-35 et U-39.

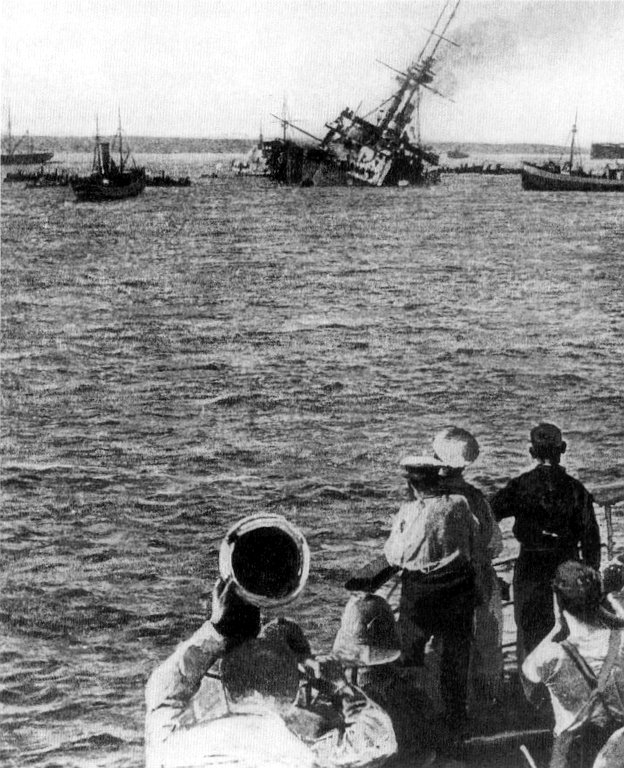
Le torpillé par le U-21

Le U-21 est arrivé dans sa zone opérationnelle au large de Gallipoli le 25 mai ; ce jour-là, il a rencontré le pré-dreadnought britannique HMS Triumph. Hersing a amené son U-Boot à moins de 270 m de sa cible et a tiré une seule torpille, qui a touché le Triumph. Le U-21 a ensuite plongé sous le cuirassé pour échapper aux destroyers qui le poursuivaient. Hersing a amené son sous-marin au fond de la mer pour attendre que les forces alliées abandonnent la poursuite. Après vingt-huit heures passées sur le fond, le U-21 a fait surface pour recharger ses batteries et faire entrer de l'air frais. Le 27 mai, Hersing attaqua et coula son second cuirassé, le HMS Majestic. Cette fois, les Britanniques avaient tenté de le protéger avec des filets à torpilles et plusieurs petits navires, mais Hersing réussit à diriger une torpille à travers les défenses. Le Majestic coula en quatre minutes. Ces deux succès apportèrent des dividendes importants: tous les navires capitaux alliés furent retirés dans des mouillages protégés et ne purent donc pas bombarder les positions ottomanes de la péninsule. Pour ces deux succès, l'équipage du U-21 reçut la Croix de Fer du Kaiser Wilhelm II, tandis que Hersing lui-même reçut le Pour le Mérite, la plus haute distinction allemande pour bravoure.
Après avoir coulé le Majestic, Hersing a amené son sous-marin pour faire le plein dans un port turc avant de tenter la dangereuse route des Dardanelles vers Constantinople. En traversant le détroit, leU-21 a failli être entraîné dans un tourbillon mais les Allemands ont réussi à s'échapper. Après son arrivée dans la capitale ottomane, l'équipage a été accueilli lors d'une grande cérémonie à laquelle a assisté Enver Pacha. Le U-21 nécessitant une maintenance importante, l'équipage a bénéficié d'un mois de permission à terre pendant que les réparations étaient effectuées. Une fois les travaux de réparation terminés, le U-21 s'est rangé dans les Dardanelles pour une autre patrouille. Hersing a repéré le navire de munitions allié Carthage, qu'il a coulé avec une seule torpille. Plus tard au cours de la patrouille, un guetteur sur un chalutier allié a repéré le périscope du U-21; les Allemands ont dû plonger en catastrophe pour échapper au pilonnage, mais ce faisant, ils se sont retrouvés dans un champ de mines. Une mine explosa à l'arrière du U-Boot, mais elle ne causa pas de dégâts importants, et le U-21 put se replier sur Constantinople.
Le U-21 s'est ensuite rendu en mer Noire où il a servi, avec le UB-14, de noyau à la nouvelle flottille de la mer Noire. En septembre, le U-21 a entrepris une autre patrouille en Méditerranée orientale. Entre-temps, les Alliés avaient établi un blocus complet des Dardanelles avec des mines et des filets pour empêcher les sous-marins d'opérer à partir de Constantinople. Incapable de retourner à Constantinople, Hersing ramena son U-Boot à Cattaro. L'Allemagne n'était pas en état de guerre officiel avec l'Italie avant août 1916. En conséquence, les U-Boots allemands ne pouvaient pas légalement attaquer les navires italiens, malgré le fait que l'Italie était en guerre avec l'Autriche-Hongrie. Pour contourner cette restriction, les sous-marins allemands opérant en Méditerranée ont été mis en service dans la marine austro-hongroise (en allemand : kaiserliche und königliche Kriegsmarine ou k.u.k. Kriegsmarine), bien que leurs équipages allemands soient restés à bord. Après son arrivée à Cattaro, le U-21 fut mis en service sous le nom de U-36 austro-hongrois. Il a servi sous ce nom jusqu'à ce que l'Italie déclare la guerre à l'Allemagne le 27 août 1916(en allemand : kaiserliche und königliche Kriegsmarine ou k.u.k. Kriegsmarine).
Dans l'intervalle, le U-36 a commencé à remporter d'autres succès contre le commerce maritime allié. Le 1er février 1916, il coula le navire à vapeur britannique SS Belle of France. Une semaine plus tard, le U-36 torpilla et coula le croiseur cuirassé français Amiral Charner au large des côtes syriennes. Le croiseur coula rapidement avec de lourdes pertes humaines ; 427 hommes coulèrent avec leur navire. Au début de 1916, alors qu'il patrouillait au large de la Sicile, le U-36 rencontra un Q-ship allié, un croiseur auxiliaire déguisé en navire marchand non armé. Le U-36 tira un coup de feu sur la proue du Q-ship, mais il refusa de s'arrêter et riposta avec un petit canon de pont. Hersing décide de fermer et de couler le navire, qui révèle alors son armement lourd. Blessé par des éclats d'obus, Hersing retira son sous-marin sous le couvert d'un écran de fumée avant de le submerger.
Le 30 avril, Hersing coule le paquebot britannique City of Lucknow. Il a coulé trois petits voiliers italiens au large de la Corse entre le 26 et le 28 octobre, et le 31 octobre, le U-21 a envoyé le navire à vapeur Glenlogan (5 838 tonneaux) au fond. Au cours des trois jours suivants, quatre autres navires italiens - les navires à vapeur Bernardo Canale et Torero et deux petits voiliers - ont été coulés au large de la Sicile. Le 23 décembre, le U-21 torpille le vapeur britannique SS Benalder à l'Est de la Crète, mais le navire parvient à atteindre Alexandrie.

### Retour à la mer du Nord
Au début de 1917, le U-21 fut rappelé en Allemagne pour participer à la campagne de guerre sous-marine sans restriction menée contre la Grande-Bretagne. En cours de route, il s'est arrêté et a coulé deux voiliers britanniques au large de Porto le 16 février et deux autres voiliers portugais le jour suivant. Le 20 février, le U-21 a coulé le navire à vapeur français Cacique dans le golfe de Gascogne. Deux jours plus tard, dans les atterrages occidentaux, il achève le navire à vapeur néerlandais Bandoeng, qui avait été endommagé par le sous-marin UC-5 le 15 février. Sept autres navires ont suivi le sort du Bandoeng ce jour-là. Parmi eux, six autres navires à vapeur néerlandais - Eemland, Gaasterland, Jacatra, Noorderdijk, Zaandijk, ET Menado - et le navire à vapeur norvégien Normanna. Lors d'une autre patrouille fin avril, le U-21 a coulé quatre autres navires : les navires norvégiens Giskö et Theodore William le 22 avril et le Askepot le 29 avril, ainsi que le navire russe Borrowdale le 30 avril. Un autre navire russe, le Lindisfarne, les a suivi le 3 mai. Les navires à vapeur britanniques Adansi et Killarney sont coulés respectivement les 6 et 8 mai. Le suédois Baltic, qui s'est avéré être la dernière victoire de Hersing, a été coulé le 27 juin,.
Hersing attaque un convoi de quinze navires marchands escortés par quatorze destroyers en août au Sud-Ouest de l'Irlande. Il a positionné le U-21 entre deux des destroyers qui escortaient le convoi et a brièvement utilisé son périscope pour mesurer la vitesse et le cap des transports avant de tirer deux torpilles et de plonger. Hersing a signalé que les deux torpilles avaient touchées et les destroyers se sont immédiatement précipités pour commencer leurs attaques avec des grenades sous-marines. Après une chasse de cinq heures, les destroyers se sont retirés pour rejoindre le convoi. L'expérience a conduit Hersing à changer de tactique lors de futures attaques de convois escortés ; au lieu d'attaquer les navires de la plus grande distance possible, il a choisi de tirer ses torpilles à plus courte distance et de plonger ensuite sous les navires de transport, où les destroyers seraient incapables de lancer leurs grenades sous-marines de peur d'endommager les navires de transports. Dès 1918, il fut affecté à la Flottille III (3e Flottille de sous-marins), puis en 1918, le U-21 servit de bateau-école pour les nouveaux équipages.
Le SM U-21 a survécu à la guerre, mais le 22 février 1919, il a accidentellement coulé en mer du Nord à la position géographique de 54° 14′ 30″ N, 4° 02′ 50″ E alors qu'il était remorqué vers la Grande-Bretagne, où il devait être officiellement capituler.

## Commandants
- Kapitänleutnant (Kptlt.) Otto Hersing du 22 octobre 1913 au 31 août 1918
- Kapitänleutnant (Kptlt.) Friedrich Klein du 1er septembre 1918 au 11 novembre 1918

## Flottilles
- Flottile Pola du ? au 4 mars 1917
- Flottille III du 1er août 1914 au 5 juin 1915
- Flottile Konstantinopel du 5 juin 1915 au ?
- Flottille III du 4 mars 1917 au 11 novembre 1918

## Patrouilles
Le SM U-21 a effectué onze patrouilles pendant son service.

## Palmarès
Le SM U-21 a coulé 36 navires marchands pour un total de 79 005 tonneaux, quatre navires de guerre pour un total de 34 575 tonnes et endommagé deux navires marchands pour un total de 8 918 tonneaux.
| Date              | Nom du navire    | Nationalité      | Tonnage | Fait      |
| ----------------- | ---------------- | ---------------- | ------- | --------- |
| 5 septembre 1914  | HMS Pathfinder   | Royal Navy       | 2 940   | Coulé     |
| 23 novembre 1914  | Malachite        | Royaume-Uni      | 718     | Coulé     |
| 26 novembre 1914  | Primo            | Royaume-Uni      | 1 366   | Coulé     |
| 30 janvier 1915   | Ben Cruachan     | Royaume-Uni      | 3 092   | Coulé     |
| 30 janvier 1915   | Kilcoan          | Royaume-Uni      | 456     | Coulé     |
| 30 janvier 1915   | Linda Blanche    | Royaume-Uni      | 369     | Coulé     |
| 25 mai 1915       | HMS Triumph      | Royal Navy       | 11 985  | Coulé     |
| 27 mai 1915       | HMS Majestic     | Royal Navy       | 14 900  | Coulé     |
| 4 juillet 1915    | Carthage         | France           | 5 601   | Coulé     |
| 1er février 1916  | Belle of France  | Royaume-Uni      | 3 876   | Coulé     |
| 8 février 1916    | Amiral Charner   | Marine nationale | 4 750   | Coulé     |
| 30 avril 1916     | City of Lucknow  | Royaume-Uni      | 3 669   | Coulé     |
| 26 octobre 1916   | Marina G.        | Royaume d'Italie | 154     | Coulé     |
| 28 octobre 1916   | Gilda R.         | Royaume d'Italie | 37      | Coulé     |
| 28 octobre 1916   | Tre Fratelli D.  | Royaume d'Italie | 190     | Coulé     |
| 31 octobre 1916   | Glenlogan        | Royaume-Uni      | 5 838   | Coulé     |
| 1er novembre 1916 | Bernardo Canale  | Royaume d'Italie | 1 346   | Coulé     |
| 1er novembre 1916 | Torero           | Royaume d'Italie | 767     | Coulé     |
| 2 novembre 1916   | San Antonio O.   | Royaume d'Italie | 113     | Coulé     |
| 3 novembre 1916   | San Giorgio      | Royaume d'Italie | 258     | Coulé     |
| 23 décembre 1916  | Benalder         | Royaume-Uni      | 3 044   | Endommagé |
| 16 février 1917   | Mayola           | Royaume-Uni      | 146     | Coulé     |
| 16 février 1917   | Rose Dorothea    | Royaume-Uni      | 147     | Coulé     |
| 17 février 1917   | Emilia I         | Portugal         | 25      | Coulé     |
| 17 février 1917   | Lima             | Portugal         | 108     | Coulé     |
| 20 février 1917   | Cacique          | France           | 2 917   | Coulé     |
| 22 février 1917   | Bandoeng         | Pays-Bas         | 5 851   | Coulé     |
| 22 février 1917   | Eemland          | Pays-Bas         | 3 770   | Coulé     |
| 22 février 1917   | Gaasterland      | Pays-Bas         | 3 917   | Coulé     |
| 22 février 1917   | Jacatra          | Pays-Bas         | 5 373   | Coulé     |
| 22 février 1917   | Noorderdijk      | Pays-Bas         | 7 166   | Coulé     |
| 22 février 1917   | Normanna         | Norvège          | 2 900   | Coulé     |
| 22 février 1917   | Zaandijk         | Pays-Bas         | 4 189   | Coulé     |
| 22 février 1917   | Menado           | Pays-Bas         | 5 874   | Endommagé |
| 22 avril 1917     | Giskö            | Norvège          | 1 643   | Coulé     |
| 22 avril 1917     | Theodore William | Norvège          | 3 057   | Coulé     |
| 29 avril 1917     | Askepot          | Norvège          | 1 793   | Coulé     |
| 30 avril 1917     | Borrowdale       | Empire russe     | 1 268   | Coulé     |
| 3 mai 1917        | Lindisfarne      | Empire russe     | 1 703   | Coulé     |
| 6 mai 1917        | Adansi           | Royaume-Uni      | 2 644   | Coulé     |
| 8 mai 1917        | Killarney        | Royaume-Uni      | 1 413   | Coulé     |
| 27 juin 1917      | Baltic           | Suède            | 1 125   | Coulé     |